# Lijst van nummer 1-hits in de TMF superchart in 2010
Deze hits stonden in 2010 op nummer 1 in de TMF Superchart:
| Datum        | Artiest                                          | Titel                    |
| ------------ | ------------------------------------------------ | ------------------------ |
| 2 januari    | Michael Jackson                                  | This Is It               |
| 9 januari    | The Opposites feat. Gers & Sef                   | Broodje Bakpao           |
| 16 januari   | The Opposites feat. Gers & Sef                   | Broodje Bakpao           |
| 23 januari   | Lady Gaga                                        | Bad Romance              |
| 30 januari   | Lady Gaga                                        | Bad Romance              |
| 6 februari   | Lady Gaga                                        | Bad Romance              |
| 13 februari  | Lady Gaga                                        | Bad Romance              |
| 20 februari  | Iyaz                                             | Replay                   |
| 27 februari  | Iyaz                                             | Replay                   |
| 6 maart      | Iyaz                                             | Replay                   |
| 13 maart     | Iyaz                                             | Replay                   |
| 20 maart     | Timbaland feat. Katy Perry                       | If We Ever Meet Again    |
| 27 maart     | Lady Gaga featuring Beyoncé                      | Telephone                |
| 3 april      | Lady Gaga featuring Beyoncé                      | Telephone                |
| 10 april     | Justin Bieber feat. Ludacris                     | Baby                     |
| 17 april     | Justin Bieber feat. Ludacris                     | Baby                     |
| 24 april     | Justin Bieber feat. Ludacris                     | Baby                     |
| 1 mei        | Justin Bieber feat. Ludacris                     | Baby                     |
| 8 mei        | Justin Bieber feat. Ludacris                     | Baby                     |
| 15 mei       | Justin Bieber feat. Ludacris                     | Baby                     |
| 22 mei       | Stromae                                          | Alors on danse           |
| 29 mei       | David Guetta feat. Chris Willis & Fergie & LMFAO | Gettin' Over You         |
| 5 juni       | David Guetta feat. Chris Willis & Fergie & LMFAO | Gettin' Over You         |
| 12 juni      | Drake                                            | Over                     |
| 19 juni      | Drake                                            | Over                     |
| 26 juni      | Eminem                                           | Not Afraid               |
| 3 juli       | Eminem                                           | Not Afraid               |
| 10 juli      | Eminem                                           | Not Afraid               |
| 17 juli      | Eminem                                           | Not Afraid               |
| 24 juli      | Yolanda Be Cool & DCUP                           | We no speak Americano!   |
| 31 juli      | Katy Perry featuring Snoop Dogg                  | California Gurls         |
| 7 augustus   | Taio Cruz feat. Ke$ha                            | Dirty Picture            |
| 14 augustus  | Taio Cruz feat. Ke$ha                            | Dirty Picture            |
| 21 augustus  | Taio Cruz feat. Ke$ha                            | Dirty Picture            |
| 28 augustus  | Eminem featuring Rihanna                         | Love the way you Lie     |
| 4 september  | Eminem featuring Rihanna                         | Love the way you Lie     |
| 11 september | Katy Perry                                       | Teenage Dream            |
| 18 september | Ke$ha                                            | Take it Off              |
| 25 september | Ke$ha                                            | Take it Off              |
| 3 oktober    | Katy Perry                                       | Teenage Dream            |
| 10 oktober   | Mohombi                                          | Bumpy Ride               |
| 17 oktober   | Katy Perry                                       | Teenage Dream            |
| 24 oktober   | Katy Perry                                       | Teenage Dream            |
| 31 oktober   | Katy Perry                                       | Teenage Dream            |
| 6 november   | Enrique Iglesias feat. Nicole Scherzinger        | Heartbeat                |
| 13 november  | Rihanna                                          | Only Girl (In the World) |
| 20 november  | Rihanna                                          | Only Girl (In the World) |
| 27 november  | Rihanna                                          | Only Girl (In the World) |
| 4 december   | Nelly                                            | Just a Dream             |
| 11 december  | Nelly                                            | Just a Dream             |
| 18 december  | Nelly                                            | Just a Dream             |
| 25 december  | Ke$ha                                            | We R Who We R            |